# Small Basic
Small Basic (nicht zu verwechseln mit SmallBASIC, einem anderen, betagteren BASIC-Derivat) ist eine sehr vereinfachte (14 Keywords) und primär für Programmiereinsteiger geschaffene, kostenlos verfügbare BASIC-Integrierte Entwicklungsumgebung von Microsoft. Mit Small Basic wird das Ziel verfolgt, durch schnell erlebbare Erfolge die Lernmotivation und Experimentierfreudigkeit bei Programmieranfängern zu wecken.
Der Anwendungssektor von Small Basic erstreckt sich jedoch nicht nur auf Lernende, auch für den "Heim-Programmierer" kann Small Basic unter Umständen ein praktischer Alltagshelfer sein, da durch externe Bibliotheken der Funktionsumfang deutlich erweitert werden kann.
Die Entwicklungsumgebung, die begleitende benutzerfreundliche Einsteigerdokumentation sowie Lehrpläne stehen in zahlreichen Sprachen (u. a. auch in Deutsch) zur Verfügung.

## Geschichte
Erste Pre-Releases von Small Basic wurden 2008/09 vom damaligen Microsoft-Entwickler Vijaye Raji erstellt und veröffentlicht. Spätere Pre-Releases wurden dann im Rahmen des DevLabs-Projekt von Microsoft betreut und publiziert.
Im Juli 2011 veröffentlichte Microsoft mit Version 1.0 die erste finale Version von Small Basic.
2014 hat Microsoft ein neues Entwicklerteam aus Freiwilligen zusammengestellt, welches Small Basic für neue Geräte und Plattformen weiterentwickeln sollte.
Die im Frühjahr 2015 veröffentlichte Version 1.1 hatte keinen nennenswerten Funktionszuwachs, nutzt nun aber das .NET-Framework 4.5.
In Version 1.2 wurden zahlreiche bekannte Bugs gefixt und das KinectWindow Object eingeführt.
Das Entwicklerteam löste sich 2015/16 wieder auf. Die Weiterentwicklung von Small Basic erfolgt nun durch Nutzung von Hackathons.
Im August 2017 wurde Version 1.3 als UWP-App im Microsoft Store veröffentlicht. Diese Version hat einige neue Funktionen, einschließlich Unterstützung für drei neue Sprachen, eine neue Starthilfe-Seite beim Laden und diverse Fehlerkorrekturen. Eine große Einschränkung dieser App-Version: es können keine funktionserweiternden Bibliotheken genutzt werden.

### Aktuelle Version(en)
- 1.2 (Desktopversion; veröffentlicht am 1. Oktober 2015)
- 1.3 (App im Microsoft Store, veröffentlicht am 7. August 2017)

### Ausblicke / Weiterentwicklung
In einem Post vom 20. Juli 2018 im offiziellen Small Basic Blog macht Ed Price von Microsoft folgende Statements:
- Version 1.3 für Desktop wird bald erscheinen (wird Version 1.2 ersetzen) und die Verwendung von Erweiterungen wird hier weiterhin möglich sein. (Version 1.1 soll für ältere Windows-Versionen weiter verfügbar bleiben.)
- Eine reine Online-Version steht kurz vor der Veröffentlichung (die u. a. ebenfalls keine Erweiterungen unterstützen wird).
- Perspektivisch wird an einer Open-Source-Online-Version gearbeitet.

## Sprache
Small Basic unterstützt die imperative Programmierung. Auf die objektorientierte Programmierung wurde bewusst verzichtet.
Eine überschaubare Zahl von jedoch recht mächtigen Schlüsselwörtern erstreckt sich über zahlreiche Anwendungsgebiete und ermöglicht das Erzeugen einfacher Anwendungen und Spiele, welche in einem Text- oder Grafikfenster laufen können.

### Syntaxbeispiele

#### Textfenster
```
TextWindow
.
ForegroundColor
 
=
 
"blue"

TextWindow
.
Title
 
=
 
"Hallo Welt"

TextWindow
.
WriteLine
(
"Hallo Welt!"
)

```

#### Grafikfenster
```
GraphicsWindow
.
DrawBoundText
(
10
,
30
,
500
,
"Hallo Welt!"
)

GraphicsWindow
.
Title
 
=
 
"Beispiel"

```

#### Programmbeispiel Konsolenspiel
```
  
Mouse
.
HideCursor
()

  
Balltyp
 
=
 
File
.
ReadContents
(
"C:\Users\PepeGiallo\Documents\Für Programm\Balltyp"
)

  
If
 
Balltyp
 
=
 
"0"
 
Then

    
Balltyp
 
=
 
Math
.
GetRandomNumber
(
5
)

    
Balltyp
 
=
 
Balltyp
 
*
 
1000

  
Else

    
Goto
 
begin

  
EndIf

  
Score
 
=
 
File
.
ReadContents
(
"C:\Users\PepeGiallo\Documents\Für Programm\Score_Berndi_Ball"
)

  
If
 
Score
 
>
 
1
 
Then

    
Goto
 
begin

    
Else

    
File
.
WriteContents
(
"C:\Users\PepeGiallo\Documents\Für Programm\Score_Berndi_Ball"
,
 
0
)

  
EndIf

begin
:

  
File
.
WriteContents
(
"C:\Users\PepeGiallo\Documents\Für Programm\Balltyp"
,
 
Balltyp
)

  
Balltyp
 
=
 
File
.
ReadContents
(
"C:\Users\PepeGiallo\Documents\Für Programm\Balltyp"
)

  
GraphicsWindow
.
FontSize
 
=
 
20

  
GraphicsWindow
.
FontName
 
=
 
"Arial"

  
Score
 
=
 
File
.
ReadContents
(
"C:\Users\PepeGiallo\Documents\Für Programm\Score_Berndi_Ball"
)

  
GraphicsWindow
.
BrushColor
 
=
 
"Blue"

  
GraphicsWindow
.
DrawText
(
10
,
 
10
,
 
"Score: "
 
+
 
Score
)

  
GraphicsWindow
.
BackgroundColor
 
=
 
"White"

  
GraphicsWindow
.
BrushColor
 
=
 
"#32CD32"

  
paddle
 
=
 
Shapes
.
AddRectangle
(
120
,
 
15
)

  
If
 
Score
 
=
 
Balltyp
 
Then

    
Balltyp
 
=
 
Balltyp
 
+
 
5000

    
GraphicsWindow
.
BrushColor
 
=
 
"Red"

    
ballwiedererk
 
=
 
"Red"

  
Else

    
ballwiedererk
 
=
 
"Green"

  
EndIf

  
ball
 
=
 
Shapes
.
AddEllipse
(
20
,
 
20
)

  
'Wenn etwas mit den roten Bällen nicht stimmt => Aktiviere untere Zeile zum nachschauen

  
'GraphicsWindow.DrawText(300, 10, Balltyp)

  
GraphicsWindow
.
MouseMove
 
=
 
OnMouseMove

  
Shapes
.
ShowShape
(
ball
)

  
Startposition
 
=
 
Math
.
GetRandomNumber
(
603
)

  
Shapes
.
Move
(
ball
,
 
Startposition
,
 
0
)

  
x
 
=
 
Startposition

  
y
 
=
 
0

  
WinkelX
 
=
 
Math
.
GetRandomNumber
(
2
)

  
WinkelY
 
=
 
Math
.
GetRandomNumber
(
2
)

  
deltaX
 
=
 
WinkelX

  
deltaY
 
=
 
WinkelY

RunLoop
:

  
x
 
=
 
x
 
+
 
deltaX

  
y
 
=
 
y
 
+
 
deltaY

  
gw
 
=
 
GraphicsWindow
.
Width

  
gh
 
=
 
GraphicsWindow
.
Height

  
If
 
(
x
 
>=
 
gw
 
-
 
20
 
or
 
x
 
<=
 
0
)
 
Then

    
deltaX
 
=
 
-
deltaX

  
EndIf

  
If
 
(
y
 
<=
 
0
)
 
Then

    
deltaY
 
=
 
-
deltaY

  
EndIf

  
padX
 
=
 
Shapes
.
GetLeft
 
(
paddle
)

  
If
 
(
y
 
=
 
gh
 
-
 
28
 
and
 
x
 
>=
 
padX
 
and
 
x
 
<=
 
padX
 
+
 
120
)
 
Then

    
deltaY
 
=
 
-
deltaY

    
If
 
ballwiedererk
 
=
 
"Red"
 
Then

      
Score
 
=
 
Score
 
-
 
2000

      
Balltyp
 
=
 
Balltyp
 
+
 
5000

    
EndIf

    
If
 
ballwiedererk
 
=
 
"Green"
 
Then

      
Score
 
=
 
Score
 
+
 
1000

    
EndIf

    
Shapes
.
HideShape
(
ball
)

    
File
.
WriteContents
(
"C:\Users\PepeGiallo\Documents\Für Programm\Score_Berndi_Ball"
,
 
Score
)

    
GraphicsWindow
.
Clear
()

    
Goto
 
begin

  
EndIf

  
Shapes
.
Move
(
ball
,
 
x
,
 
y
)

'Verzögerung

  
If
 
Score
 
=
 
0
 
Then

    
Program
.
Delay
(
5
)

  
EndIf

  
If
 
Score
 
<
 
20000
 
Then

    
Program
.
Delay
(
4
)

  
EndIf

  
If
 
Score
 
<
 
60000
 
Then

    
Program
.
Delay
(
3
)

  
EndIf

  
If
 
Score
 
<
 
100000
 
Then

    
Program
.
Delay
(
2
)

  
EndIf

  
If
 
Score
 
>=
 
100001
 
Then

    
Program
.
Delay
(
1
)

  
EndIf

'Verzögerung Ende

  
If
 
(
y
 
<
 
gh
)
 
Then

    
Goto
 
RunLoop

  
EndIf

  
GraphicsWindow
.
Clear
()

  
If
 
ballwiedererk
 
=
 
"Red"
 
Then

    
Score
 
=
 
Score
 
+
 
2000

    
Balltyp
 
=
 
Balltyp
 
+
 
5000

    
Goto
 
begin

  
EndIf

  
GraphicsWindow
.
BrushColor
 
=
 
"#32CD32"

  
GraphicsWindow
.
FontSize
 
=
 
81

  
GraphicsWindow
.
DrawText
(
50
,
 
50
,
 
"Your Score is"
)

  
GraphicsWindow
.
BrushColor
 
=
 
"Blue"

  
Score
 
=
 
File
.
ReadContents
(
"C:\Users\PepeGiallo\Documents\Für Programm\Score_Berndi_Ball"
)

  
GraphicsWindow
.
FontSize
 
=
 
100

  
GraphicsWindow
.
DrawText
(
50
,
 
200
,
 
Score
)

  
File
.
WriteContents
(
"C:\Users\PepeGiallo\Documents\Für Programm\Score_Berndi_Ball"
,
 
0
)

  
File
.
WriteContents
(
"C:\Users\PepeGiallo\Documents\Für Programm\Balltyp"
,
 
0
)

  
Sub
 
OnMouseMove

    
paddleX
 
=
 
GraphicsWindow
.
MouseX

    
Shapes
.
Move
(
paddle
,
 
paddleX
 
-
 
60
,
 
GraphicsWindow
.
Height
 
-
 
12
)

  
EndSub

  
Program
.
Delay
(
5000
)

  
GraphicsWindow
.
Clear
()

  
Goto
 
begin

```

#### Programmierbeispiel (Sinnloser Knopf)
```
  
GraphicsWindow
.
Show
()

  
GraphicsWindow
.
Title
 
=
 
"Sinnloser Knopf WARNUNG SINNLOS"

  
GraphicsWindow
.
BackgroundColor
 
=
 
"Black"

  
GraphicsWindow
.
Width
 
=
 
800

  
GraphicsWindow
.
Height
 
=
 
600

  
GraphicsWindow
.
FillRectangle
(
400
,
 
300
,
 
50
,
 
50
)

  
GraphicsWindow
.
MouseDown
 
=
 
OnMouseDown

Sub
 
OnMouseDown

  
x
 
=
 
GraphicsWindow
.
MouseX

  
y
 
=
 
GraphicsWindow
.
MouseY

  
If
(
x
 
>
399
 
And
 
x
 
<
451
 
And
 
y
 
>
 
299
 
And
 
y
 
<
 
351
)
 
Then

    
GraphicsWindow
.
ShowMessage
(
"Du hast den sinnlosen Knopf betätigt!"
,
 
"Sinnloser Knopf"
)

  
EndIf

EndSub

```

## Besonderheiten
- Befehle und ihre Ereignisse, Methoden und Eigenschaften werden im Editor komfortabel mittels "IntelliSense (TM)" vervollständigt.
- Datentypen werden vollautomatisch (und unsichtbar) zugeordnet und verwaltet.
- Für Small Basic geschriebener Code kann auf Knopfdruck zu in VB.NET weiter verarbeitbaren Code umgewandelt werden.
- Optional besteht die Möglichkeit, einen selbst erzeugten Quelltext auf einer speziellen Small-Basic-Seite zu veröffentlichen. Sofern clientseitig Microsoft Silverlight installiert ist, kann dieses Programm dann in den meisten Fällen auch auf jener Seite online ausgeführt und sogar in andere Webseiten eingebettet werden.
- Mit Hilfe anderer .Net-Framework-Sprachen (VB.NET, C#, ...) können funktionserweiternde Bibliotheken für Small Basic (nur Desktop-Version) erstellt werden.

## Voraussetzungen
Für die Verwendung der aktuellen Entwicklungsumgebung von Small Basic und zur Nutzung einer damit erzeugten EXE wird Microsoft Windows und die .NET-Laufzeitumgebung der Version 4.5 benötigt.